# Cubanops ludovicorum
Cubanops ludovicorum là một loài nhện trong họ Caponiidae.
Loài này thuộc chi Cubanops. Cubanops ludovicorum được Alayón miêu tả năm 1976.

## Hình ảnh

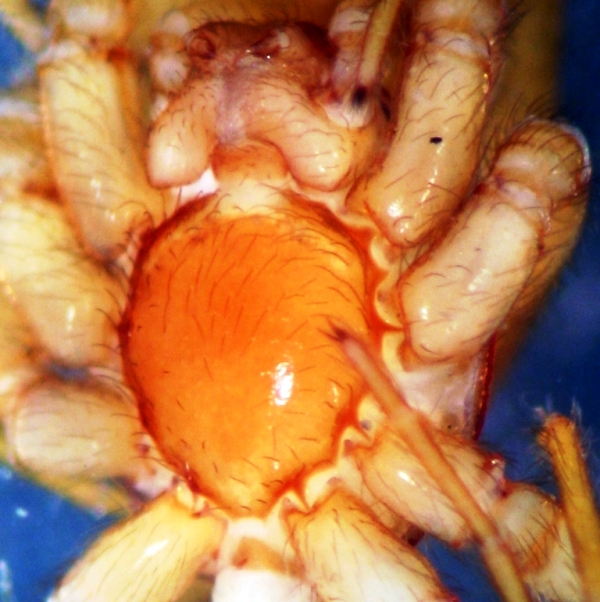